# Дешен
Дешен (словен. Dešen) је насељено место у општини Моравче, Средњесловенска регија, Словенија.

## Историја
До територијалне реорганизације у Словенији био је у саставу старе општине Домжале.

## Становништво
У попису становништва из 2011. године, Дешен је имао 90 становника.
| Број становника према пописима | Број становника према пописима | Број становника према пописима |
| ------------------------------ | ------------------------------ | ------------------------------ |
| 1991                           | 2002                           | 2011                           |
| 87                             | 97                             | 90                             |

Напомена: Године 1953. повећана за насеља Цветеж, Голезен, Плањава, Устје и Жеренк која су укинута.